# Batracomorphus
Batracomorphus — род цикадок из отряда Полужесткокрылых.

## Описание
Зеленоокрашенные хортофильные формы (4-8 мм). Чаще на полынях. Менее угловатые, с менее расширенной переднеспинкой. Темя и вершина щитка тонко поперечно исчерчены. Передние крылья пунктированы. Для СССР указывалось около 5-6 видов.  В Европе около 5 видов.
- Batracomorphus allionii (Turton, 1802)
- Batracomorphus desertorum Kusnezov, 1929
- Batracomorphus glaber Haupt, 1927
- Batracomorphus irroratus Lewis, 1834
- Batracomorphus viridulus (Melichar, 1902)